# Донская (деревня)
Донска́я — деревня в Боханском районе Иркутской области России. Входит в состав Середкинского муниципального образования.

## География
Деревня находится на берегу ручья Донской, на расстоянии 34 км к северо-западу от посёлка Бохан, административного центра района.

## Население
| 2002 | 2010 | 2011 | 2012 |
| ---- | ---- | ---- | ---- |
| 147  | ↘128 | →128 | ↘124 |

### Половой состав
По данным Всероссийской переписи, в 2010 году в деревне проживало 128 человек (67 мужчин и 61 женщина).